# Russula caerulea
Russula caerulea es una especie de hongo basidiomiceto de la familia Russulaceae.

## Taxonomía
Descrita por primera vez por el micólogo Christiaan Hendrik Persoon en el año 1801 en su trabajo que llamó Synopsis methodica fungorum como Agaricus caeruleus. Fue transferido al género Russula en 1838 por el micólogo sueco Elias Magnus Fries.

## Características
El sombrero (píleo) es convexo acampanado y cuando madura está hundido en el centro, puede medir hasta 10 cm de diámetro, su color es marrón rojizo oscuro, el estipe es cilíndrico, de color blanquecino, puede medir hasta 9,5 cm de largo y tener un grosor de 2 cm.
Crece a finales del verano y principio del otoño, principalmente en las zonas húmedas de las coníferas, se han encontrado ejemplares en bosques de coníferas de Europa, Asia y América del Norte.

## Comestibilidad
No es comestible, su carne es blanca y dulzona, pero la piel es amarga.